# Scala Hirajōshi

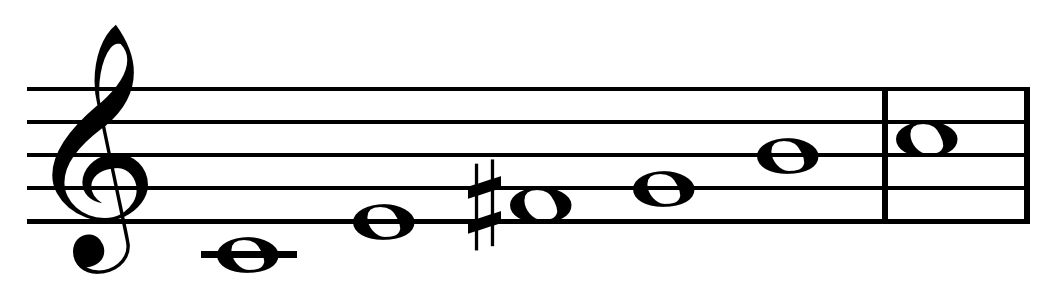
Scala Hirajōshi di Do secondo Burrows.

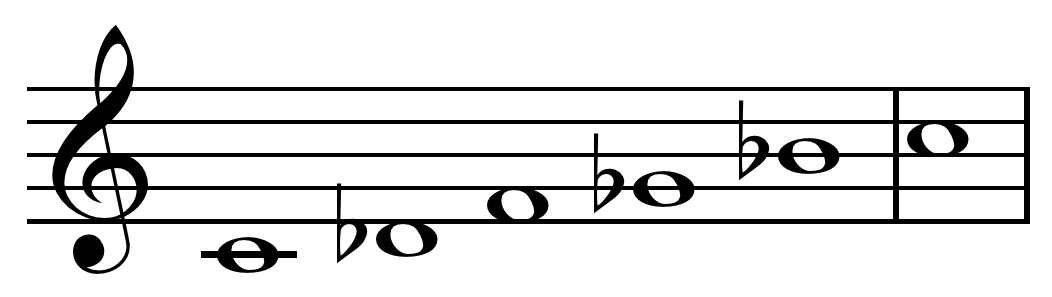
Scala Hirajōshi di Do secondo Sachs e Slonimsky.

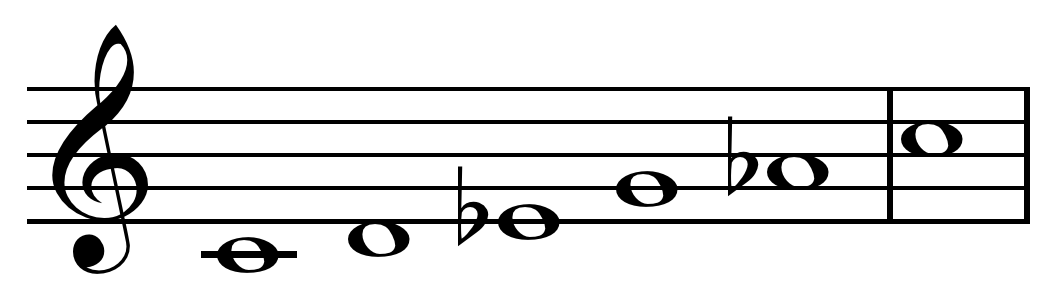
Scala Hirajōshi di Do secondo Kostka & Payne e Speed.

la Scala Hirajōshi (平調子?, hirachōshi, da chōshi, accordatura e hira, tranquillo, standard o regolare) è una scala musicale pentatonica usata nella musica giapponese.
Deve la sua origine a Yatsuhashi Kengyō che cercò di standardizzare (su influenza delle scale occidentali) l'accordatura del Koto e dello Shamisen.
Le scale hirajoshi, kumoijoshi e kokinjoshi sono derivazioni occidentali delle accordature koto, omonime al nome dello strumento. Queste scale sono state usate soprattutto a cavallo degli anni 60 e 70 da svariati musicisti rock e jazz in cerca di "nuovi suoni"
Vari studiosi e musicisti hanno fornito diverse interpretazioni di questa scala. Terry Burrows dà come progressione Do-Mi-Fa♯-Sol-Si, Curt Sachs e Nicolas Slonimsky danno invece come progressione Do-Re♭-Fa-Sol♭-Si♭, Burgess Speed, Stefan Kostka e Dorothy Payne danno invece come progressione Do-Re-Mi♭-Sol-La♭. Si può notare che sono tutte scale pentatoniche anemitonali (scale di cinque note, con uno o più semitoni) e sono diverse modalità dello stesso schema di intervalli, 2-1-4-1-4 semitoni.
I cinque modi della scala Hirajoshi possono essere derivati in modo analogo alla musica occidentale dai modi ionio, frigio, lidio, eolio e locrio.